# Pylaemenes
Pylaemenes is een geslacht van Phasmatodea uit de familie Heteropterygidae. De wetenschappelijke naam van dit geslacht is voor het eerst geldig gepubliceerd in 1875 door Carl Stål.

## Soorten
Het geslacht Pylaemenes omvat de volgende soorten:
- Pylaemenes borneensis
- Pylaemenes coronatus (Haan, 1842)
- Pylaemenes guangxiensis (Bi & Li, 1994)
- Pylaemenes kasetsartii (Thanasinchayakul, 2006)
- Pylaemenes mitratus (Redtenbacher, 1906)
- Pylaemenes moluccanus (Redtenbacher, 1906)
- Pylaemenes multispinosus (Bragg, 1998)
- Pylaemenes muluensis (Bragg, 1998)
- Pylaemenes oileus (Westwood, 1859)
- Pylaemenes otys (Westwood, 1859)
- Pylaemenes pui Ho, 2013
- Pylaemenes shirakii Ho & Brock, 2013